# .bn

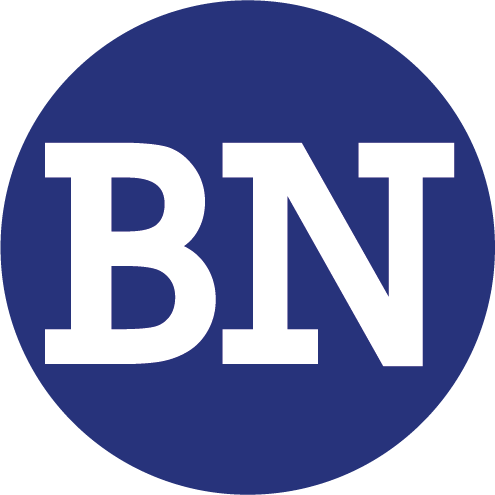

.bn은 브루나이의 인터넷 국가 코드 최상위 도메인이다. 이 도메인은 Telekom Brunei Berhad (TelBru)에 의해 관리된다.
다음과 같은 2차 도메인을 사용할 수 있다.
- .com.bn
- .edu.bn
- .org.bn
- .net.bn